# Désiré Keteleer
Désiré Keteleer (* 13. Juni 1920 in Anderlecht; † 17. September 1970 in Rebecq-Rognon) war ein belgischer Radrennfahrer. Er zählte im ersten Jahrzehnt nach dem Zweiten Weltkrieg zu den erfolgreichsten Straßenradsportlern und fuhr teilweise für bis zu vier verschiedene Mannschaften pro Jahr. Während seiner Dienste im Team Bianchi galt Keteleer als einer der maßgeblichen Anfahrer und Helfer von Fausto Coppi. Es gelang ihm jedoch auch, zahlreiche eigene Erfolge zu feiern. So sicherte er sich beispielsweise 1947 den Sieg in der Gesamtwertung der Premierenaustragung der Tour de Romandie, konnte beim Giro d’Italia, der Tour de France sowie der Tour de Suisse Etappensiege erkämpfen und schaffte es 1950, vier Tagesabschnitte der Deutschland-Rundfahrt zu gewinnen. Ebenfalls in Deutschland gewann er 1950 den Altenburger-Bergpreis, eines der wenigen deutschen Eintagesrennen jener Saison.
1970 starb Keteleer im Alter von 50 Jahren.

## Erfolge
1945
- zwei Etappen Belgien-Rundfahrt

1946
- La Flèche Wallonne
- Brüssel–Spa
- eine Etappe Belgien-Rundfahrt

1947
- Kampenhout–Charleroi–Kampenhout
- Circuits des Onze Villes
- Escaut–Dendre–Lys
- zwei Etappen Tour de Suisse
- Gesamtwertung und zwei Etappen Tour de Romandie

1948
- Roubaix–Huy
- Circuit des régions frontalières
- eine Etappe Giro d’Italia

1949
- eine Etappe Tour de France

1950
- eine Etappe Katalonien-Rundfahrt
- vier Etappen und  Bergwertung Deutschland-Rundfahrt
- eine Etappe Tour de Romandie

1952
- eine Etappe Giro d’Italia
- eine Etappe Tour de Suisse

1953
- eine Etappe Tour d’Algérie
- eine Etappe Tour d’Afrique du Nord
- Belgischer Meister – Mannschaftszeitfahren

1957
- eine Etappe Paris–Nizza

1958
- eine Etappe Giro del Lazio
- eine Etappe Tour de Suisse